# Skänninge
Skänninge este un oraș în Suedia.

## Demografie
| \| Evoluția demografică a zonei urbane Skänninge, 1970–2015 \| Evoluția demografică a zonei urbane Skänninge, 1970–2015 \| Evoluția demografică a zonei urbane Skänninge, 1970–2015 \| Evoluția demografică a zonei urbane Skänninge, 1970–2015 \| Evoluția demografică a zonei urbane Skänninge, 1970–2015 \| \| --------------------------------------------------------------------------------------- \| -------------------------------------------------------- \| -------------------------------------------------------- \| -------------------------------------------------------- \| -------------------------------------------------------- \| \| An \| \| \| Locuitori \| \| \| 1970 \| 1970 \| \| 3.559 \| 3.559 \| \| 1975 \| 1975 \| \| 3.627 \| 3.627 \| \| 1980 \| 1980 \| \| 3.779 \| 3.779 \| \| 1990 \| 1990 \| \| 3.745 \| 3.745 \| \| 1995 \| 1995 \| \| 3.535 \| 3.535 \| \| 2000 \| 2000 \| \| 3.191 \| 3.191 \| \| 2005 \| 2005 \| \| 3.242 \| 3.242 \| \| 2010 \| 2010 \| \| 3.140 \| 3.140 \| \| 2015 \| 2015 \| \| 3.358 \| 3.358 \| \| Sursa: SCB - Statistika Centralbyrån, Folkmängden per tätort. Vart femte år 1960 - 2016 \| \| \| \| \| |      |  |           |       |
| Evoluția demografică a zonei urbane Skänninge, 1970–2015 |      |  |           |       |
| An |      |  | Locuitori |       |
| 1970 | 1970 |  | 3.559     | 3.559 |
| 1975 | 1975 |  | 3.627     | 3.627 |
| 1980 | 1980 |  | 3.779     | 3.779 |
| 1990 | 1990 |  | 3.745     | 3.745 |
| 1995 | 1995 |  | 3.535     | 3.535 |
| 2000 | 2000 |  | 3.191     | 3.191 |
| 2005 | 2005 |  | 3.242     | 3.242 |
| 2010 | 2010 |  | 3.140     | 3.140 |
| 2015 | 2015 |  | 3.358     | 3.358 |
| Sursa: SCB - Statistika Centralbyrån, Folkmängden per tätort. Vart femte år 1960 - 2016 |      |  |           |       |

## Personalități
- Olaus Magnus (scriitor)